# 胡憨之戰
胡憨之戰是1925年2月22日－3月13日，第二次直奉戰爭中在河南發生的戰役。原因為胡景翼被派為豫督，駐洛陽河南軍事統領憨玉琨不滿。國民二軍派出重兵攻佔洛陽，憨玉琨敗北自殺。